# Benzino (Rapper)

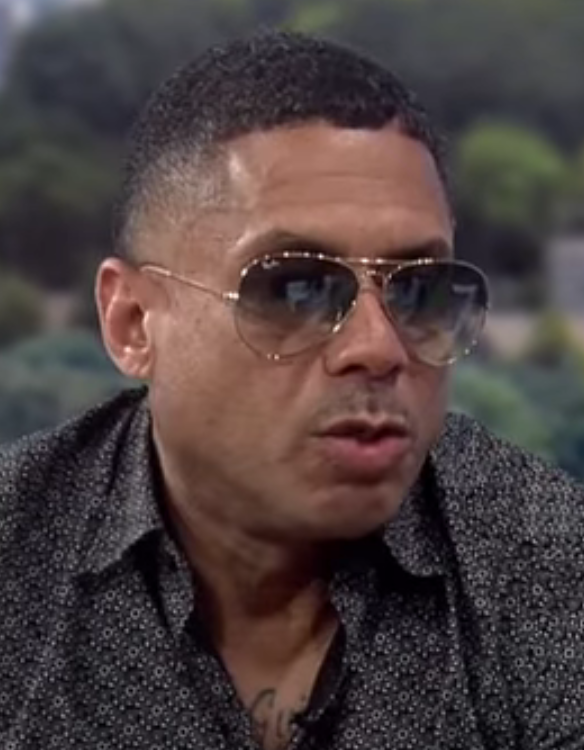
Benzino

Raymond Scott (* 18. Juli 1965 in Boston) auch als Benzino oder Ray Dog bekannt, ist ein US-amerikanischer Rapper, Musikproduzent und Miteigentümer des Hip-Hop-Magazins The Source.

## Leben
Scott war, anfangs noch als Ray Dog, von 1986 bis 1998 Mitglied der Rapformation The Almights RSO. Diese veröffentlichten eine Single One In Tha Chamba bei Tommy Boy Entertainment und waren später bei Rap-a-Lot Records unter Vertrag. Dort veröffentlichten sie 1996 ihr erstes Album Doomsday: Forever RSO. Nach der Auflösung war Scott zusammen mit Twice Thou als Made Men unterwegs. Dabei kam es zu einer Zusammenarbeit mit Master P. Ab 2001 war Scott, vorläufig inoffizieller, Miteigentümer bei The Source und als Solokünstler bei Motown Records unter Vertrag. Dort veröffentlichte er sein Solo-Debütalbum The Benzino Project. Das Album enthielt Gastauftritte von P. Diddy, Snoop Dogg, Bobby Brown, Pink und Teddy Riley. Obwohl es von den Kritikern, besonders von seinem eigenen Magazin, positiv aufgenommen wurde, war es mit 75.000 verkauften Kopien kommerziell nicht erfolgreich. Einen Monat nach der Veröffentlichung beendete Motown die Zusammenarbeit mit Scott.
In einem Artikel im amerikanischen Männer-Magazin GQ im Dezember 2001 wurde die langjährige Beziehung zwischen Source-Gründer Davis May und Scott bekannt sowie seine Beteiligung am Magazin veröffentlicht. Motown Records verlangte, dass die offenstehenden Kosten des Benzino Project in Höhe von 770.000 US-Dollar durch Werbeplatz in dem Magazin ausgeglichen werden. Die Masterbänder von Scotts Album gingen an das Label Surrender Records und wurden dort ohne größere Änderungen 2002 als The Benzino Remix Project noch mal veröffentlicht.
Scott begann daraufhin 2003 den weißen Rapper Eminem, der in The Source meist schlecht bewertet wurde, mit dem Disstrack Pull up your Skirt aus dem Album Redemption anzugreifen. Darin waren Vergleiche mit Vanilla Ice, Behauptungen Scott wäre der wahre Entdecker Eminems und dieser daher in seiner Schuld, enthalten. Mit 20.000 verkauften Kopien war auch das über Elektra veröffentlichte Album kommerziell erfolglos. Über das Magazin wurden Eminem Rassismusvorwürfe gemacht. Eminem antwortete mit mehreren Disstracks, in denen er u. a. die redaktionelle Integrität der Source angriff.
Nachdem sich die Werbeeinnahmen des Magazins 2005 durch einen Boykott der größten Musiklabel dramatisch verringerten, kündigte Scott seinen Rückzug an, kam aber nach nur einer Woche wieder zurück. Letztendlich wurde er zusammen mit David Mays durch den Vorstand des Magazins von allen Positionen entfernt. Als Grund wurde der massive Schaden den beide für das Ansehen des Magazins anrichteten angegeben.
Sein 2005 unabhängig veröffentlichtes Album Arch Nemesis wurde ebenso wie das 2007 erschienene Album The Antidote kaum verkauft.

## Diskografie
Alben
- 2001: The Benzino Project
- 2002: The Benzino Remix Project
- 2003: Redemption
- 2005: Arch Nemesis
- 2007: The Antidote